# Þorlákshafnarvegur
Þorlákshafnarvegur (38) è una strada della regione islandese del Suðurland, che dalla città di Hveragerði scende a sud in direzione di Þorlákshöfn.